# Grand Prix German Open 1976
Grand Prix German Open 1976, також відомий за назвою спонсора як Holsten-Bier German Open. - чоловічий і жіночий тенісний турнір, що проходив на відкритих кортах з ґрунтовим покриттям. Належав до Commercial Union Assurance Grand Prix 1976. Відбувся Am Rothenbaum в Гамбургу (Західна Німеччина). Це був 68-й турнір і тривав з 17 до 23 травня 1976 року. Едді Діббс і Сью Баркер здобули титул в одиночному розряді.

## Фінальна частина

### Одиночний розряд, чоловіки
Едді Діббс —  Мануель Орантес 6–4, 4–6, 6–1, 2–6, 6–1

### Одиночний розряд, жінки
Сью Баркер —  Рената Томанова 6–3, 6–1

### Парний розряд, чоловіки
Фред Макнеер/  Шервуд Стюарт —  Дік Крілі /  Кім Ворвік 7–6, 7–6, 7–6

### Парний розряд, жінки
Лінкі Бошофф /  Ілана Клосс  —  Лора Дюпонт /  Венді Тернбулл 4–6, 7–5, 6–1